# Ålands hälso- och sjukvård
Ålands hälso- och sjukvård (ÅHS) är den myndighet som ansvarar för den offentliga hälso- och sjukvården på Åland. Verksamheten regleras av landskapslag och sorterar under Landskapet Åland.

## Historik
ÅHS bildades den 1 januari 1994 genom en administrativ reform som samordnade Ålands centralsjukhus, Ålands folkhälsoförbund och Ålands vårdförbund under en gemensam huvudman.
- Ålands centralsjukhus blev 1953 Finlands första centralsjukhus enligt rikslag. Ålands centralsanatorium, som öppnades 1952, införlivades 1988 i sjukhuset.
- Ålands folkhälsoförbund bildades den 1 juni 1973 när en ny folkhälsolag ersatte hälsovårdslagen från 1945. Förbundet ansvarade för hälsocentraler, rådgivningsbyråer samt personal som läkare, hälsovårdare och tandläkare.
- Ålands vårdförbund ansvarade för mentalvården. Det var efterföljare till Kommunalförbundet för sinnessjukvården på Åland, bildat 1928. Ålands sinnessjukhus öppnades 1934 och fick senare namnet Grelsby sjukhus. År 2011 flyttades all psykiatrisk verksamhet till nya lokaler vid centralsjukhusområdet i Mariehamn.

## Organisation och verksamhet
ÅHS organiserar både primär- och specialsjukvård.
- Specialsjukvården bedrivs vid det tidigare centralsjukhuset och omfattar bland annat kirurgi, internmedicin och psykiatri.
- Primärvården inkluderar hälsocentraler, rådgivningsbyråer, långvård (Gullåsen) och tandvård.
- Veterinärvården, hälsoinspektionen och livsmedelslaboratoriet överfördes 2008 till Ålands miljö- och hälsoskyddsmyndighet.

ÅHS har avtal med bland andra Akademiska sjukhuset i Uppsala och Åbo universitetscentralsjukhus inom Egentliga Finlands sjukvårdsdistrikt för specialistvård som inte kan erbjudas i egen regi.